# Endre
Az Endre az András férfinév alakváltozata a magyarban. Az Endre a magyarországi latin Endreas névváltozatból vagy a német Endres, Enders névformából származik.
A Czucor–Fogarasi-nagyszótár szerint hellén (ógörög) eredetű mind az Endre, mind az András alak. Minden bizonnyal ez utóbbi latin közvetítéssel érkezett nyelvünkbe – vö. latin Andreas → olasz Andrea. A német nyelv változatlan alakban vette át, ezért könnyű német származásúnak hinni, és persze fordítva is, azaz az ógörög → latin → német → magyar „leszármazás” ugyanolyan elfogadható és hihető. A görög egyházi nyelv jelenléte és más közvetlen görög átvételek alapján a közvetlen görög származás sem elvethető.

## Rokon nevek
András, André, Andos, Andorás, Andor, Bandó

## Gyakorisága
Az 1990-es években ritka név, 2003-ban a 96. leggyakoribb férfinév volt, azóta nem szerepel az első százban.

## Névnapok
- július 17.[2]
- november 30.[2]

## Híres Endrék
- Ady Endre költő, újságíró
- Bajcsy-Zsilinszky Endre politikus, országgyűlési képviselő
- Bakk Endre kanonok
- Bálint Endre Kossuth-díjas festőművész
- Czeizel Endre orvos-genetikus
- Csonka Endre színész és fia ifj. Csonka Endre művésznevén Csonka András színész, énekes és műsorvezető
- Fejes Endre író
- Grandpierre K. Endre író, költő, történész, magyarságkutató
- Harkányi Endre színművész
- Kabos Endre háromszoros olimpiai bajnok vívó
- Kiss Endre, a Hooligans együttes dobosa
- Koréh Endre operaénekes (basszus)
- Kőrös Endre kémikus, az MTA tagja
- Kukorelly Endre költő, író
- Molnár Endre olimpiai bajnok vízilabdázó
- Nagy Endre színiigazgató, konferanszié
- Paksi Endre, az Ossian együttes frontembere és zenekarvezetője
- Palócz Endre olimpiai bronzérmes, világbajnok vívó
- Rősler Endre operaénekes
- Ságvári Endre jogász, az illegális kommunista mozgalom tagja
- Steiner Endre magyar sakkozó, kétszeres sakkolimpiai bajnok
- Szász Endre festőművész
- Szemerédi Endre matematikus, az MTA tagja
- Széplaky Endre színművész
- Szervánszky Endre zeneszerző
- Tilli Endre olimpiai bronzérmes, világbajnok tőrvívó
- Vészi Endre költő, író

### Uralkodók
- I. Endre (I. András)
- II. Endre (II. András)
- III. Endre (III. András – „az utolsó aranyágacska”)